# حسن وحسن (فلم)
حسن وحسن هو فيلم مصري تم إنتاجه عام 1945، تأليف أبو السعود الإبياري وإخراج نيازي مصطفى و بطولة محمد الكحلاوي، حورية محمد، بشارة واكيم.

## قصة الفيلم
حسن أفندي السندباد (محمد الكحلاوي) سائق تاكسي يعيش مع أمه (لطفية أمين) وأخته حُسنى (ليلى حلمي). أخطأ حسن بيه السندباد (محمود إسماعيل) مع ابنة عمه حسن ولكنه دخل السجن 3 سنوات في قضية نصب، وعندما خرج من السجن أجبره ابن عمه حسن أفندي على الزواج من حسن فخطبها. أسس حسن بيه شركة للنصب، وادعى حاجته إلى 50 جنيه لشراء 80 فدان بالإسكندرية، فأعطاه حسن أفندي المبلغ، ولكنه اشترط السفر معه، وفي القطار تعرفوا على حورية (حورية محمد) ووالدها عاشور أفندي (بشارة واكيم) وامها (فردوس محمد) وخادمتها روحية (هاجر حمدي). كان عاشور أفندي عضو بجمعية الآداب العمومية، فأوصل عائلته للإسكندرية وعاد مرة أخرى للقاهرة. أعجب حسن أفندي بحورية وأراد ان يتزوجها، وأعجب حسن بيه بحورية وأراد أن ينصب على والدها. تعرف حسن أفندي على أبو أحمد (عبد المنعم إسماعيل) بائع الكازوزة على البلاچ وطلب منه توصيل خطاب حب إلى حورية، ولكنه اخطأ وسلمه إلى روحية الخادمة. كادت حورية أن تغرق في البحر ولكن حسن أفندي أنقذها، وإدعى حسن بيه أنه هو الذي أنقذها، كما أعجبت حورية بصوت حسن أفندي وهو يغنى، وإدعى حسن بيه أنه هو الذي يغنى، أعجبت حورية بحسن بيه صاحب الشركة، وظنت أن حسن أفندي يحب خادمتها. تقدم الاثنان للزواج وذهب حسن أفندي وذهب حسن بيه لطباخه (عبد الحميد زكي) والد روحية بالخطأ. تزوج حسن أفندي من حورية التي اكتشفت الأمر فطلبت الطلاق وطلقها. اكتشف حسن بيه أن عروسه الخادمة روحية فتراجع فضربه عمها (رياض القصبجي). باع حسن أفندي التاكسي وافتتح ورشة للميكانيكا مع أبو أحمد، وتمت خطبة حسن بيه من حورية، وبدأ النصب على والدها وأدخله شريك في شركته، واقترض عاشور مبلغ 500 جنيه بكمبيالة من رئيس الجمعية رضوان أبوصفارة (زكي إبراهيم) وأخذ ألف جنيه من عهدة الجمعية وأعطاهم لحسن بيه الذي أضاعهم في القمار، وتم الحجز على منزل عاشور ، ولكن حسن أفندي دفع المبلغ، وتعرض عاشور للسجن مقابل العهدة، ولجأت حورية إلى خطيبها لرد المبلغ واكتشفت أنه نصاب. ماتت سنية أخت عاشور وتركت له 10 آلاف جنيهًا واشترطت أن يدير صالة الرقص التابعه لها وإضطر للقبول للنجاة من السجن. فرض عاشور الحشمة على الراقصات ومنع الخمر والغناء، وكادت الصالة تفلس لولا أن حورية أدارتها مع حسن أفندي هي ترقص وهو يغنى واشتغل عاشور في الورشة، وعرضت حورية الزواج على حسن أفندي، فرفض لأنها رفضته وهو فقير، والآن هو يرفضها بعد أن أصبح غنيًا. حاول حسن بيه أن يعيد العلاقة مع حورية بعد أن أصبحت صاحبة صالة ولكنها رفضته، فخطفها مقابل أن يتنازل عاشور عن القضية التي رفعها عليه، وأن تجعله شريكًا في الصالة. تمكن حسن أفندي من إنقاذها، وقبض على حسن بيه، وتزوج حسن أفندي من حورية وتزوج أبو أحمد من حُسنى.

## فريق العمل
إخراج: نيازي مصطفى
تأليف: أبو السعود الإبياري
إنتاج: نحّاس فيلم
بطولة:
- محمد الكحلاوي
- حورية محمد
- بشارة واكيم
- فردوس محمد
- محمود إسماعيل
- ليلى حلمى
- هاجر حمدي
- لطيفة أمين
- عبد المنعم إسماعيل
- عبد الحميد زكي
- زكي إبراهيم
- محمود شكوكو
- رياض القصبجي
- سعيد أبو بكر

## روابط خارجية
- مقالات تستعمل روابط فنية بلا صلة مع ويكي بيانات